# Полікарп II (візантійський єпископ)
Полікарп II (грец. Πολύκαρπος Βʹ) — візантійський єпископ у 141–144 роках.
За давніми джерелами, Полікарп II пробув на посаді сімнадцять років, але церковний історик Никифорос Калліст Ксанфопул вказує, що Полікарп II був єпископом Візантії протягом трьох років (141—144 рр. н.е.). Він змінив єпископа Фелікса. Був на посаді під час правління імператора Антонія Пія. Його наступником став Афінодор.
Мощі єпископа Полікарпа II знаходяться у мармуровій труні в храмі Аргіруполіса.